# Hải Phong, Sán Vĩ
Hải Phong (chữ Hán giản thể: 海丰县, âm Hán Việt: Hải Phong huyện) là một là một huyện thuộc địa cấp thị Sán Vĩ, tỉnh Quảng Đông, Cộng hòa Nhân dân Trung Hoa. Huyện Hải Phong có diện tích 1750 km², dân số năm 1999 là 712.261 người. Mã số bưu chính của Hải Phong là 516400, mã vùng điện thoại 0660. Chính quyền huyện Hải Phong đóng ở trấn Hải Thành.